# أري سانتوس
أري سانتوس (بالبرتغالية: Ari Santos‏) هو لاعب كرة قدم برازيلي، ولد في 6 مارس 1982 في ساو باولو في البرازيل. شارك مع منتخب البرازيل لكرة الصالات. أما مع النوادي، فقد لعب مع نادي برشلونة لكرة القدم داخل الصالات.

## وصلات خارجية
- أري سانتوس على موقع الاتحاد الأوربي (الإنجليزية)